# Scienza straordinaria
La scienza straordinaria è un concetto epistemologico espresso da Thomas Kuhn in La struttura delle rivoluzioni scientifiche.
Tale concetto si contrappone a quello di scienza normale.
L'espressione si riferisce ad una delle fasi proprie di una rivoluzione scientifica. Tali rivoluzioni possono riguardare settori più o meno ampi della ricerca scientifica. Esse sono precedute da un periodo in cui il paradigma scientifico dominante soffre una progressiva  perdita di presa sulla realtà, evidenziata, soprattutto, dalla difficoltà degli scienziati nel risolvere i problemi scientifici contemporanei mediante il "vecchio" paradigma. Ciò impone agli scienziati di impegnarsi in un dibattito circa la validità delle teorie scientifiche generalmente accettate dalla comunità. In questa fase, diversi scienziati o gruppi di ricerca propongono nuove teorie per spiegare quei fenomeni che il vecchio paradigma non riesce a inserire nel proprio sistema. Successivamente, il conseguimento di una serie di successi parziali determina il formarsi di una condizione di fiducia nei riguardi di una delle nuove teorie. Quando tale fiducia "contagia" gran parte degli scienziati del settore, la nuova teoria si trasforma in nuovo paradigma e la fase di scienza straordinaria lascia il posto a un nuovo periodo di scienza normale